# État client

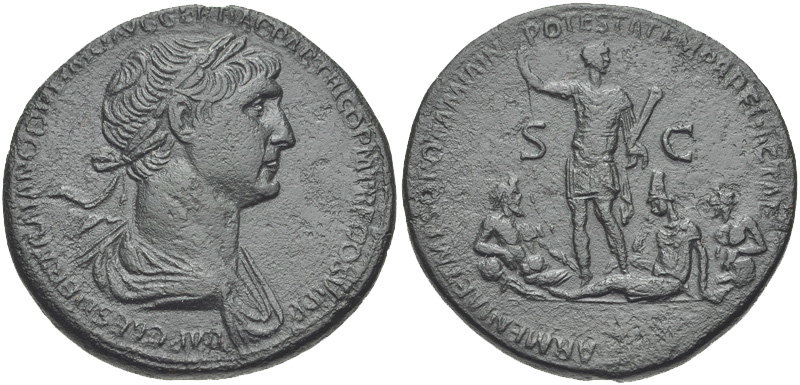
Sesterce frappé entre 116 et 117 commémorant la restauration par Trajan du statut d’État client de l’Arménie, dont la figure assise se tient, avec l’Euphrate et le Tigre, aux pieds de celle de l’empereur.

Un État client est un État autonome qui est le vassal économique, politique ou militaire d’un autre État plus puissant que lui dans les affaires internationales.
Moins puissant dans les affaires internationales que son suzerain, l’État client lui est économiquement, politiquement ou militairement subordonné. Les types d’États clients comprennent : l’État associé, l’État fantoche, la néo-colonie, le protectorat, l’État satellite, l’État vassal et l’État tributaire.
Nombre de pays ont pratiqué, au cours de leur histoire, le clientélisme vis-à-vis de pays dont ils pouvaient s’assurer de la subordination sans avoir à en supporter le coût. Ainsi, la France, à l’issue des guerres de la Révolution, a favorisé l’émergence de républiques sœurs en Italie, Suisse, Belgique, Pays-Bas, qui, à l’avènement du Premier Empire, vont devenir, aux côtés de nouveaux États, comme le duché de Varsovie, le royaume de Westphalie ou l’Espagne, des royaumes qui seront autant d’États clients. La France elle-même deviendra, sous le gouvernement de Vichy, un État client de l’Allemagne nazie jusqu’en 1942, comme la République slovaque ou l’État indépendant de Croatie.

## Exemples au cours de l'Histoire

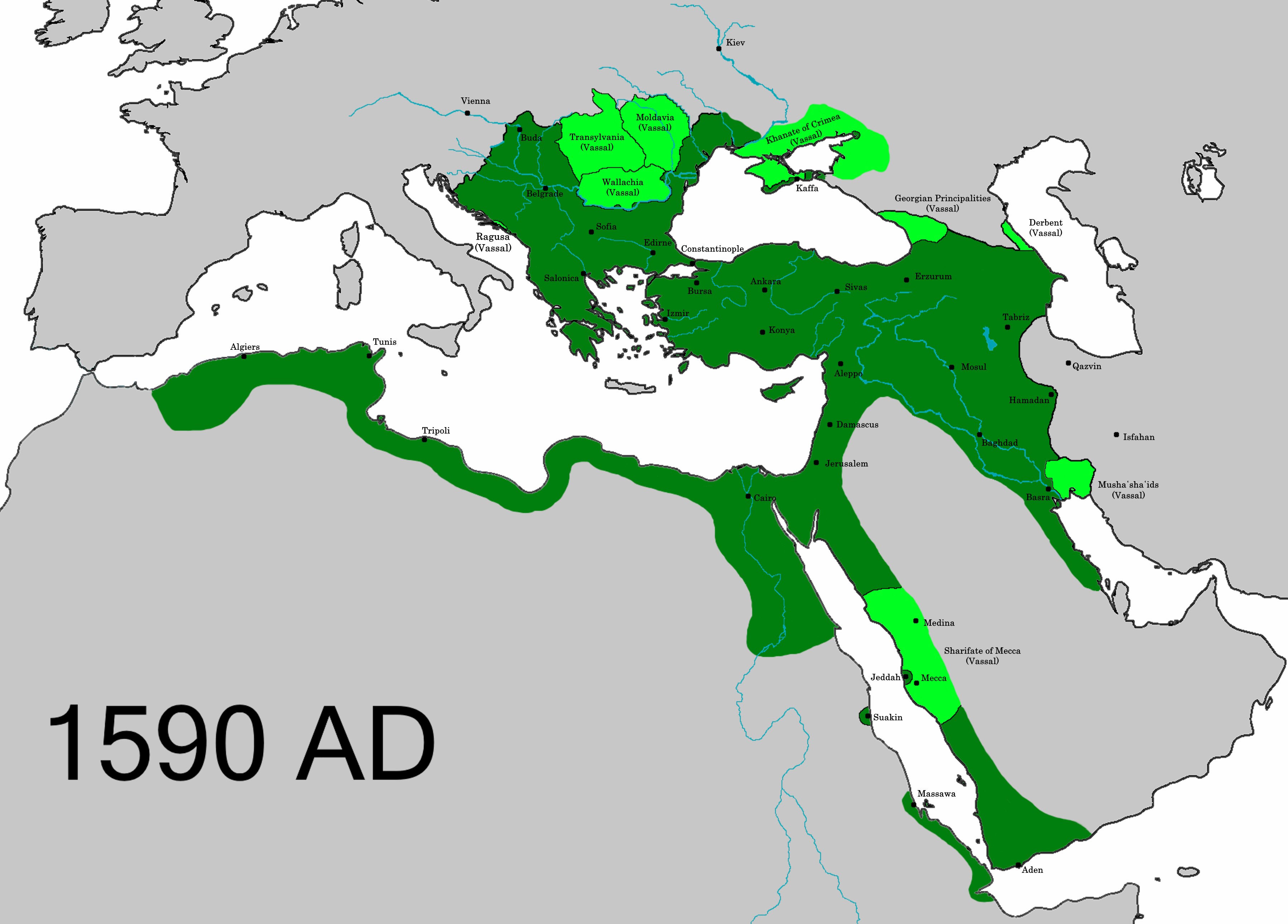
Carte des territoires de l'empire Ottoman en 1590 montrant les états clients, dépendants en vert clair.

Dès l’Antiquité, la Perse et les États-cités grecques ont pratiqué le clientélisme auprès d’États moins puissants, comme Athènes avec la ligue de Délos ou Sparte avec la ligue du Péloponnèse. Par la suite, Philippe II de Macédoine a imposé la ligue de Corinthe. La République romaine a créé de très nombreux États clients qui ont ensuite été absorbés par l’Empire. La pratique du clientélisme d’État s’est poursuivie en Europe durant le Moyen Âge avec l’émergence du système féodal.
Pendant la guerre froide, les États-Unis et l’Union soviétique ont ouvertement soutenu des dictatures, comme le Guatemala, le Salvador, le Nicaragua sous Somoza, Cuba sous Batista, le Chili sous Pinochet, le Sud-Vietnam, l’Indonésie sous Suharto, l’Iran sous le Shah (au moins un temps), le Cambodge sous Lon Nol, les Philippines ou l’Arabie saoudite pour les États-Unis, et les pays du pacte de Varsovie, le Cuba de Castro, la République populaire d’Angola, la République populaire du Mozambique, la République démocratique d’Afghanistan et la République démocratique du Viêt Nam pour l’Union soviétique.
La Corée a été un État client de l’Empire mongol au XIIIe siècle, puis de la Chine des Qing et enfin du Japon en tant que protectorat au début du XXe siècle.